# Salomón Rondón
Salomón Rondón   (Caracas, 16 de setembre de 1989) és un futbolista veneçolà que juga com a davanter, actualment al Reial Oviedo, cedit pel Pachuca CF. És internacional amb Veneçuela.

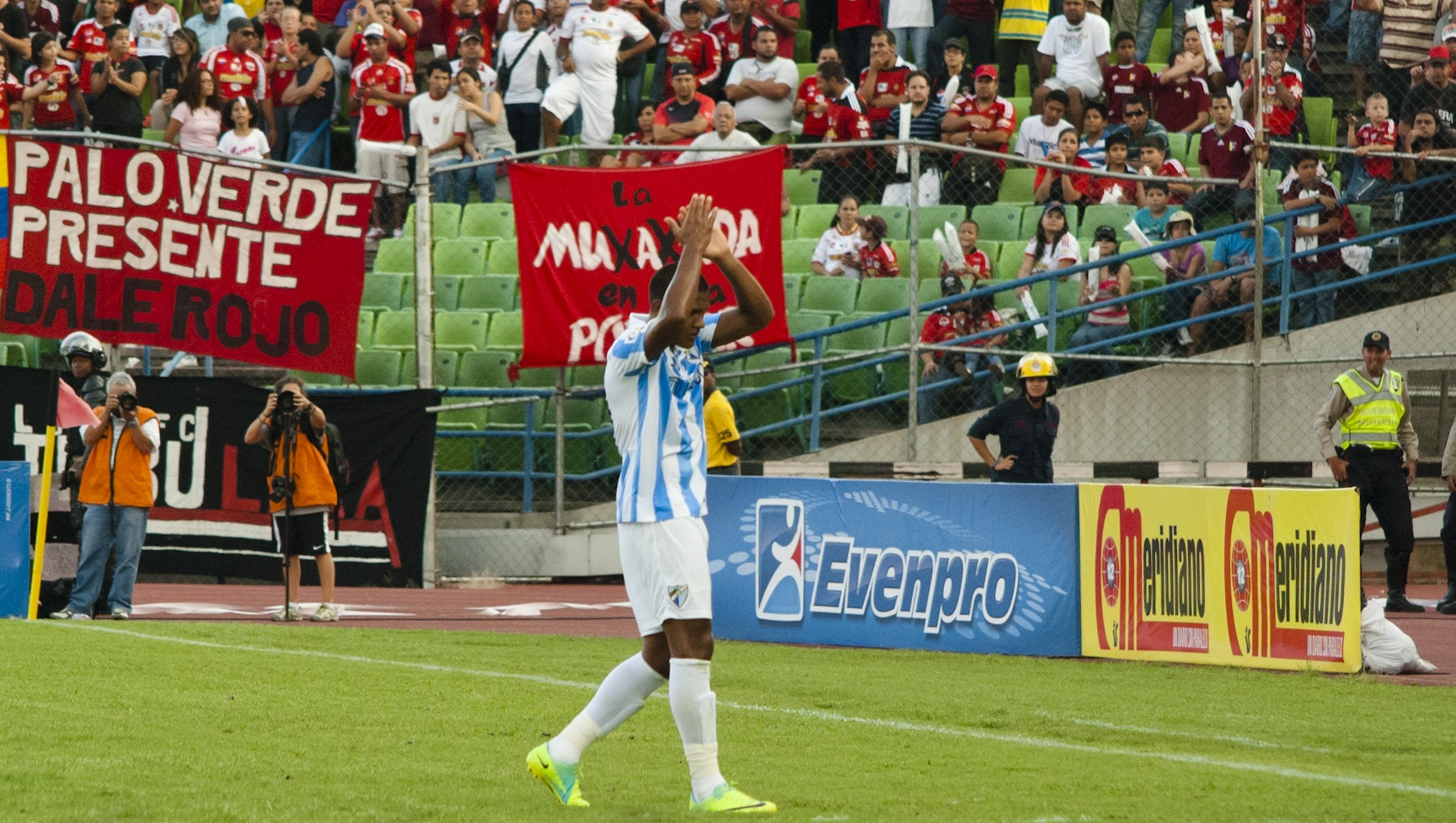
Rondón s'acomiada del Màlaga CF, abans de fitxar per Rubin Kazan.

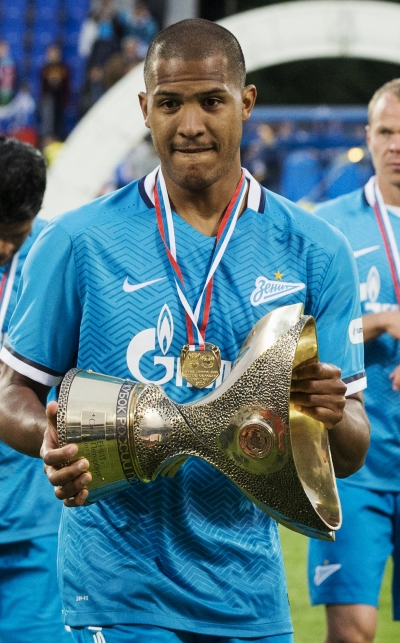
Rondón amb la supercopa russa el 2015.

Pel que fa a clubs, fou jugador, entre d'altres, de UD Las Palmas, Màlaga CF, Rubin Kazan, Zenit Saint Petersburg, West Bromwich Albion FC i Newcastle United FC.